# Skeleton Crew
Skeleton Crew (1985) este o colecție de povestiri de Stephen King, fiind considerată a doua colecție de povestiri a lui Stephen King.
Prima colecție, Night Shift, a fost publicată cu șapte ani înainte, în 1978. Anotimpuri diferite, o colecție de patru nuvele, a fost publicată înaintea colecției Skeleton Crew cu trei ani, în 1982. Skeleton Crew a fost publicat inițial sub formă tipărită de Putnam. Acestă colecție a fost republicată de mai multe ori de-a lungul anilor, atât tipărită hardcover cât și paperback. O ediție limitată cu un tiraj de o mie de exemplare a fost publicată de către Scream/Press în 1986, cu ilustrații de J.K. Potter, precum și cu o povestire „bonus”, "The Revelations of 'Becka Paulson," care a apărut inițial în două părți, în revista Rolling Stone (numerele din 19 iulie și 2 august 1984).

## Conținut
| Titlu                                               | Publicată inițial în                                                         |
| --------------------------------------------------- | ---------------------------------------------------------------------------- |
| The Mist                                            | Dark Forces (1980)                                                           |
| Here There Be Tygers                                | Numărul din primăvara 1968 al revistei Ubris                                 |
| The Monkey                                          | Numărul din noiembrie 1980 al revistei Gallery                               |
| Cain Rose Up                                        | Numărul din primăvara 1968 al revistei Ubris                                 |
| Mrs. Todd's Shortcut                                | Numărul din May 1984 al revistei Redbook                                     |
| The Jaunt                                           | Numărul din iunie 1981 al revistei The Twilight Zone Magazine                |
| The Wedding Gig                                     | Numărul din decembrie 1980 al revistei Ellery Queen's Mystery Magazine       |
| Paranoid: A Chant                                   | Nepublicată anterior                                                         |
| The Raft                                            | Numărul din noiembrie 1982 al revistei Gallery                               |
| Word Processor of the Gods                          | Numărul din ianuarie 1983 al revistei Playboy                                |
| The Man Who Would Not Shake Hands                   | Shadows 4 (1982)                                                             |
| Beachworld                                          | Numărul din toamna 1985 al revistei Weird Tales                              |
| The Reaper's Image                                  | Numărul din primăvara 1969 al revistei Startling Mystery Stories             |
| Nona                                                | Shadows (1978)                                                               |
| For Owen                                            | Nepublicată anterior                                                         |
| Survivor Type                                       | Terrors (1982)                                                               |
| Uncle Otto's Truck                                  | Numărul din octombrie 1983 al revistei Yankee                                |
| Morning Deliveries (Milkman #1)                     | Nepublicată anterior                                                         |
| Big Wheels: A Tale of The Laundry Game (Milkman #2) | New Terrors (1982)                                                           |
| Gramma                                              | Numărul din primăvara 1984 al revistei Weirdbook                             |
| The Ballad of the Flexible Bullet                   | Numărul din iunie 1984 al revistei The Magazine of Fantasy & Science Fiction |
| The Reach                                           | Numărul din noiembrie 1981 al revistei Yankee                                |

## Prezentare generală
Colecția conține 22 de lucrări, din care nouăsprezece povestiri scurte, o nuvelă ("The Mist") și două poezii ("Paranoid: A Chant" și "For Owen"). În plus față de introducere, în care King se adresează direct cititorilor săi, în stilul său cunoscut, Skeleton Crew are un scurt epilog intitulat "Note", în care King scrie despre originile celor mai multe povestiri din colecție. Povestirile sunt adunate din antologii științifico-fantastice și de groază (Dark Forces, Shadows, Terrors și New Terrors), publicații din reviste de gen (Twilight Zone, Ellery Queen's Mystery, Startling Mystery Stories, Weirdbook și Fantasy and Science Fiction) și reviste populare (Redbook, Gallery, Yankee și Playboy).

## Ecranizări
Povestirea "The Raft" a fost adaptată ca un fragment din filmul antologie produs de New World Pictures în 1987 - Creepshow 2, cu un scenariu de George A. Romero, regia Michael Gornic.
"Word Processor of the Gods"  (1984 Laurel TV, regia Michael Gornic) a fost un episod de 22-minute al Tales from the Darkside.
"Gramma" (1986 CBS/MGM-UA, regia Bradford May) a fost un episod de 22-minute al The New Twilight Zone scenariul Harlan Ellison.
Povestirea The Mist (2007 The Weinstein Company, scenariul/regia Frank Darabont) a fost ecranizată ca The Mist, film care a avut premiera pe 21 noiembrie 2007.